# Folkeparken (Flensborg)
Folkeparken (på tysk: Volkspark) er et cirka 75 hektar stor grønt areal i det østlige Flensborg, beliggende omkring Blæsbjerget i bydelen Fruerlund. Arealet strækker sig fra Lautrupsbækken i syd til Kilseng i nord. Parkområdet omfatter en del kolonihaver, byens idrætsstadion og et af byens to vandtårne (Mørvig vandtårn fra 1961).
Parken blev anlagt i 1925 og anvendes hovedsagelig til rekreation, idræt og fritidsaktiviteter.